# Episodi di Diario di una nerd superstar (prima stagione)
La prima stagione della serie televisiva Diario di una nerd superstar è andata in onda negli Stati Uniti d'America sul canale MTV dal 9 luglio al 27 settembre 2011.
In Italia è andata in onda in prima TV su MTV dal 7 febbraio al 17 aprile 2012.
| nº | Titolo originale                               | Titolo italiano                       | Prima TV USA      | Prima TV Italia  |
| -- | ---------------------------------------------- | ------------------------------------- | ----------------- | ---------------- |
| 1  | Pilot                                          | Pilota                                | 19 luglio 2011    | 7 febbraio 2012  |
| 2  | Knocker Nightmare                              | Incubo tettine                        | 26 luglio 2011    | 7 febbraio 2012  |
| 3  | The Way We Weren't                             | Come non eravamo                      | 2 agosto 2011     | 14 febbraio 2012 |
| 4  | The Scarlet Eye                                | L'occhio rosa                         | 9 agosto 2011     | 21 febbraio 2012 |
| 5  | Jenna Lives                                    | Jenna è viva                          | 16 agosto 2011    | 28 febbraio 2012 |
| 6  | Queen Bee-atches                               | La fondazione benefica                | 23 agosto 2011    | 6 marzo 2012     |
| 7  | Over My Dead Body                              | Sul mio cadavere                      | 30 agosto 2011    | 13 marzo 2012    |
| 8  | The Adventures of Aunt Ally and the Lil' Bitch | Le avventure di zia Ally e Troiottola | 6 settembre 2011  | 20 marzo 2012    |
| 9  | My Super Bittersweet Sixteen                   | Un compleanno dolceamaro              | 13 settembre 2011 | 27 marzo 2012    |
| 10 | No Doubt                                       | Nessun dubbio                         | 20 settembre 2011 | 3 aprile 2012    |
| 11 | I Am Jenna Hamilton                            | Io sono Jenna Hamilton                | 27 settembre 2011 | 10 aprile 2012   |
| 12 | Fateful                                        | Fatale Jenna                          | 27 settembre 2011 | 17 aprile 2012   |

N.B.: in Italia i titoli dell'undicesimo e dodicesimo episodio sono stati scambiati. Quindi l'undicesimo, anziché il dodicesimo, doveva chiamarsi Io sono Jenna Hamilton, e il dodicesimo Fatale Jenna.

## Pilota
- Titolo originale: Pilot
- Diretto da: Millicent Shelton
- Scritto da: Lauren Iungerich

### Trama
Jenna è una ragazza che vorrebbe solo integrarsi. Purtroppo il suo ingresso nelle scuole superiori non è come se lo aspettava. Alla fine dell'estate perde la sua verginità con Matty, un ragazzo molto popolare della squadra di football che però non vuole far sapere in giro della loro relazione, che continuerà (anche se è una relazione fondata solo su incontri sessuali). Come se non bastasse Jenna riceve una lettera anonima che la turba molto, per calmarsi decide di prendere un'aspirina ma una serie di sfortunati eventi la fanno cadere e infortunare. Si rialza in un letto d'ospedale e tutti credono che lei abbia tentato il suicidio. A scuola è conosciuta come "quella ragazza" e deve anche sopportare i vari tiri meschini di Sadie, anche lei innamorata di Matty.
- Ascolti USA: telespettatori 1.720.000[1]

## Incubo tettine
- Titolo originale: Knocker Nightmare
- Diretto da: Ryan Shiraki
- Scritto da: Lauren Iungerich

### Trama
Sadie, l'arcinemica di Jenna le scatta una foto negli spogliatoi mentre si sta cambiando e la invia a tutta la scuola. Anche Matty vede e la foto e scherza con i suoi amici sul fatto che non ci sia poi molto da vedere. Jenna lo sente e la cosa la rattrista molto. Jake, il miglior amico di Matty le dà un passaggio e le dice che gli dispiace. È sempre gentile con lei. Jenna mette uno status su internet chiedendo a qualche eroe di salvarla. La sua amica Tamy la chiama subito; parlando al telefono Jenna le confida che è andata a letto con Matty, particolare che in precedenza aveva omesso. Ne sta parlando con Tamy quando sente bussare alla finestra; è Matty che è andato a scuola a togliere tutte le foto di Jenna, impersonando il suo "eroe"; i due si baciano.
- Ascolti USA: telespettatori 1.430.000[2]

## Come non eravamo
- Titolo originale: The Way We Weren't
- Diretto da: Ryan Shiraki
- Scritto da: Erin Ehrlich

### Trama
La relazione segreta tra Jenna e Matty continua, ma Jenna continua a chiedersi se la loro è o no una relazione. Lui la invita ad una festa a casa di Lissa, amica della terribile Sadie. Tamy la convince ad andarci e a portarla con sé. Non è come se l'aspettavano, la festa è per pochi amici. Alla festa Matty non dà molta attenzione a Jenna, mentre il suo amico Jake che non si sta divertendo, si mette a parlare con Jenna. I due si intendono al volo. Lissa è gelosa di Jenna. In piscina l'atmosfera si sta scaldando e Jenna è pronta per entrare in piscina con Matty quando vede che sta baciando un'altra. Se ne va. Fuori incontra Jake che le dà un passaggio e i due passano molto tempo in macchina a parlare.
- Ascolti USA: telespettatori 1.620.000[3]

## L'occhio rosa
- Titolo originale: The Scarlett Eye
- Diretto da: David Katzenberg
- Scritto da: Meredith Philpott

### Trama
Ming litiga con Jenna perché scopre che la ragazza le ha mentito sulla sua relazione con Matty, ma alla fine il diverbio verrà risolto. Jenna cerca di definire la sua relazione con Matty, ma il ragazzo le dice di non essere pronto per una relazione seria. Nel frattempo tutti coloro che sono stati nella piscina alla festa di Lissa hanno preso un'infezione all'occhio, credendo che questo sia dovuto a un'orgia chiunque "possiede il marchio" (compresa Tamara) si vanta, Sadie perciò sfoggia un occhio rosso infetto finto. Tamara è decisa a smascherarla e alla fine ci riuscirà.
- Ascolti USA: telespettatori 1.940.000[4]

## Jenna è viva
- Titolo originale: Jenna Lives
- Diretto da: David Katzenberg
- Scritto da: Kelly Fullerton

### Trama
Jenna vede Matty assieme ad una ragazza, Olivia, e, gelosa, crede che tra i due ci sia una relazione. Successivamente scopre che Olivia è fidanzata con il fratello di Matty. Nel frattempo Kyle, uno strano ragazzo ossessionato da Jenna vende magliette con la scritta "Jenna è viva, in tributo" riportando alla luce il "tentato suicidio di Jenna". Jake bacia Jenna.
- Ascolti USA: telespettatori 1.880.000[5]

## La fondazione benefica
- Titolo originale: Queen Bee-atches
- Diretto da: Lauren Iungerich
- Scritto da: Lauren Iungerich e Nate Federman

### Trama
Lacey vuole entrare a tutti i costi in un club di madri ricche e benefattrici presieduto dalla mamma di Sadie. Durante una delle riunioni a casa della donna,  Jenna trova il diario alimentare di Sadie e ricatta la ragazza per ottenere l'ammissione di Lacey al club, ci riesce e decide di non rendere pubblico il contenuto del diario perché si rende conto di non essere come Sadie. Lacey però si rende conto che le madri l'hanno accettata solo per migliorare la loro immagine e che la considerano una poveretta meritevole di pietà per essere rimasta incinta a 16 anni, così decide di uscire dal club. Nel frattempo Jake dice a Matty di aver baciato Jenna.
- Ascolti USA: telespettatori 2.360.000[6]

## Sul mio cadavere
- Titolo originale: Over My Dead Body
- Diretto da: Ryan Shiraki
- Scritto da: Cassie Pappas

### Trama
È il giorno di sensibilizzazione contro la guida in stato di ebbrezza e Jenna viene scelta per recitare la parte principale nella recita scolastica, accanto a Jake.
Inizialmente contraria, decide di accettare confrontandosi con Jake, che ammette di provare qualcosa per lei, e con Matty, a cui dice di non essere più disposta a tener nascosta la loro relazione.
- Ascolti USA: telespettatori 1.990.000[7]

## Le avventure di zia Ally e Troiottola
- Titolo originale: The Adventures of Aunt Ally and the Lil'Bitch
- Diretto da: David Katzenberg
- Scritto da: Lauren Iungerich e Andrew C. Veeder

### Trama
La mamma di Jenna è entusiasta perché sta per arrivare la sua migliore amica, Ally, la quale si considera zia di Jenna. Il padre di quest'ultima non è a casa per lavoro, quindi Ally decide di movimentare un po' la casa con una super festa. Jenna non è molto d'accordo, ma appena Matty lo viene a sapere sul profilo di internet di Jenna apprezza l'idea. Dopo aver concluso i preparativi della festa Ally dà una pasticca a Jenna, un betabloccante, che fa andare Jenna fuori di testa. Jenna si alza un po' intontita, non ricordando nulla della sera passata. Lacey si arrabbia molto con Ally perché ha drogato Jenna, ma fanno subito pace. Dopo una intensa giornata, Jenna viene a scoprire tutto ciò che ha fatto alla festa e perché Tamara non le rispondeva al cellulare: ha baciato il ragazzo di cui era innamorata. Jenna cerca di fare pace,ma Tamara è troppo furiosa e le confessa di aver scritto la lettera anonima. Scopre anche di aver ferito i sentimenti di Matty con la pura verità, ovvero dicendogli che lui si vergognava di stare con lei in pubblico perché, forse, non la considera al suo livello.
- Ascolti USA: telespettatori 2.080.000[8]

## Un compleanno dolceamaro
- Titolo originale: My Super Bittersweet Sixteen
- Diretto da: David Katzenberg
- Scritto da: Erin Ehrlich

### Trama
La psicologa della scuola ricorda a tutti il fatidico compleanno di Jenna, la quale anche se ancora non ha chiarito con la sua amica del cuore Tamy, ha modo di risolvere con Matty, che la riaccompagna a casa in quanto sua mamma è indaffarata a prepararle una camera nuova come regalo di compleanno.
Inizialmente Matty dice a Jenna di essere suo amico, ma, proprio allo scadere dei suoi quindici anni, si presenta alla porta della sua camera e le dichiara che non vuole essere solo un suo amico.
L'episodio termina con Matty e Jenna che inaugurano la nuova camera.
- Ascolti USA: telepsettatori 2.280.000[9]

## Nessun dubbio
- Titolo originale: No Doubt
- Diretto da: Patrick Norris
- Scritto da: Kelly Fullerton, Cassie Pappas e Meredith Philpott

### Trama
È una normale giornata a scuola, fino a quando Jenna nota Jake e Lissa litigare perché Jake ha detto a Lissa di aver baciato Jenna. Questo provoca una strana conversazione tra Jake, Lissa e Valerie su come lui si possa far perdonare da Lissa. Intanto Jenna cerca di ristabilire il contatto con Tamara, con l'aiuto di Ming. Jenna viene perdonata, ma Tamara confessa di non aver scritto lei la lettera e di aver detto il contrario solo perché era offesa. Questo fa sì che Jenna ripensi alla sua "relazione" con Matty, mentre lui la vuole portare a cenare in un posto appartato. Il ristorante si rivela essere della famiglia di Matty e le preoccupazioni di Jenna svaniscono quando lo zio di Matty rivela che Matty non ha mai portato prima una ragazza lì. Quando tornano a casa di Jenna, Tamara e Ming rovinano la loro serata costringendoli a giocare a "Confessa il tuo segreto", ma vengono presto conquistate dalla sincerità di Matty. Prima di lasciare Matty e Jenna soli, Tamara sussurra a Jenna di non pensare più che Matty abbia scritto la lettera. Nel frattempo Lissa e Sedie convincono Jake a rompere la sua amicizia con Jenna, ma egli finisce per scusarsi con Jenna per aver causato il litigio e lascia Lissa.
- Ascolti USA: telespettatori 2.110.000[10]

## Fatale Jenna
- Titolo originale: Fateful
- Diretto da: Patrick Norris
- Scritto da: Erin Ehrlich e Lauren Iungerich

### Trama
Matty e Jenna durante un barbecue con i genitori di Jenna discutono dell'imminente ballo di fine anno. Matty non invita direttamente Jenna, ma le chiede di che colore sarà il suo vestito. Più tardi, non avendola ancora invitata, le chiede se lei è una ragazza da limousine o meno. Jake invita Jenna al ballo dandole un CD musicale con scritto "Vuoi venire al ballo con me?"; lei gli dice che non può andare con lui perché ha già un accompagnatore. Matty e Jake parlano del ballo e Jake dice a Matty di essere stato rifiutato da Jenna. Matty è quasi sul punto di rivelare all'amico che è stato lui ad invitare Jenna al ballo ma, desiste dal farlo per paura di ferire l'amico; così chiede a Jenna di saltare il ballo e di avere una serata alternativa, in modo da non ferire Jake. Nel frattempo, Sadie riesce a rubare la cartella su Jenna che contiene la lettera; Jenna è sorpresa di essere nominata per il titolo di Reginetta del secondo anno, ma scopre poi che la scheda di voto ha la sua lettera stampata sul retro. Jenna decide così di meritare di più di ciò che le ha offerto Matty, e gli dice che non vuole più uscire con lui quella notte né al ballo né altrove. Decisa a voltare pagina Jenna invita Jake al ballo; i due vanno insieme a Tamara e Ming e a fine serata si baciano proprio mentre arriva anche Matty, deciso a recuperare il rapporto con Jenna.
Dopo il ballo, Jenna rientra a casa e accidentalmente trova in un cassetto della carta da lettera identica a quella della sua lettera anonima così, capisce che l'autrice della stessa è sua madre.
- Ascolti USA: telespettatori 2.240.000[11]